# Indicatif régional 478

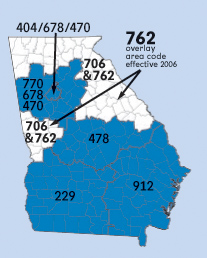
Carte de l'État de Géorgie avec les territoires de ses indicatifs régionaux. L'indicatif régional 478 est en bleu au centre de l'État.

L'indicatif régional 478 est l'indicatif téléphonique régional qui dessert la région de Macon dans le centre de l'État de Géorgie aux États-Unis.
On peut voir les territoires desservis par les indicatifs régionaux de Géorgie sur cette carte de la North American Numbering Plan Administration.
L'indicatif régional 478 fait partie du plan de numérotation nord-américain.

## Comtés desservies par l'indicatif
- Baldwin
- Bibb
- Bleckley
- Burke - partiellement
- Crawford
- Dodge - partiellement
- Dooly - partiellement
- Emanuel - partiellement
- Houston
- Jefferson - partiellement
- Jenkins
- Johnson
- Jones
- Laurens
- Macon
- Monroe
- Peach
- Pulaski - partiellement
- Taylor
- Twiggs
- Upson - partiellement
- Washington
- Wilkinson

## Principales villes desservies par l'indicatif
- Macon
- Warner Robins
- Swainsboro
- Wadley
- Milledgeville
- Hawkinsville
- Eastman
- Cochran
- Dublin
- Perry